# آلفرد توماتیس
آلفرد توماتیس (به فرانسوی: Alfred, Angelo Tomatis) پزشک مشهور گوش، حلق و بینی و یک مخترع بود. او درجهٔ دکترای خود را از دانشکده پزشکی پاریس دریافت کرد. تئوری‌های مختلف شنوایی و گوش دادن او به نام روش توماتیس یا روش صوت- روانشناسی (APP) شناخته شده‌اند.
روش توماتیس در مرحله اول تلاشی بود برای کمک به خوانندگان حرفه‌ای که بتوانند با صدای واقعی و بومی خود بخوانند و عامل شنیدن صدا در خواندن آن‌ها تأثیری نداشته باشد. آزمون گوش دادن او و بعدها درمان با گوش الکترونیکی او برای حل این مشکل طراحی شدند.

## زندگی و کار توماتیس
آلفرد توماتیس در یک خانواده موسیقی دان در پاریس به دنیا آمد. پدر او یک خواننده اپرا بود و او مدت زمان زیادی از کودکی خود را صرف مسافرت با پدر و تماشای اجراهای او نمود. در سنین کودکی والدین او متوجه شدند که مناسب اجرا نیست در نتیجه او را به دانشکده پزشکی فرستادند و در نهایت یک پزشک گوش- حلق- بینی شد.
بلافصله بعد از شروع به کار توماتیس، پدر او همکاران خود را که مشکلات تولید صدا داشتند به او ارجاع می‌داد. توماتیس به سرعت متوجه شد که تحقیقات قدیمی اصلاً کارساز نیستند و از سویی راجع به خود صدا نیز تحقیقات بسیار کمی صورت گرفته‌است. او تئوری اینکه بسیاری از مشکلات تولیدی در واقع مشکلات شنوایی هستند را مطرح کرد. جملهٔ " صدایی که گوش نمی‌شنود را نمی‌توان تولید کرد " در واقع عصارهٔ تحقیقات و روش او می‌باشد. او متوجه شد که صدایی خود خوانندگان اوپرا باعث آسیب به عضلات گوش میانی آن‌ها شده‌است. با این شنوایی آسیب دیده، آن‌ها خود را وادار می‌کردند تا صداهایی را تولید کنند که دیگر قادر به شنیدن آن‌ها نبودند.
در نتیجه تلاش‌های او برای بازآموزی بیماران خود، او گوش الکترونیکی را طراحی کرد. گوش الکترونیکی از یک دروازهٔ الکترونیکی، مبدل‌های انتقال استخوانی و فیلترهای صوتی (برای بهتر کردن فرکانس‌های ازدست رفته) استفاده می‌کرد. هدف تقویت عضلات گوش میانی برای توانمندسازی شنونده به شنیدن فرکانس‌های از دست رفته می‌باشد.
بر اساس گزارشات علمی چند روز بعد از لقاح، گوش شروع به تشکیل کرده و در ماه چهارم بارداری به‌طور کامل تشکیل یافته‌است. دکتر توماتیس بر اساس اطلاعاتی که از گوش جنین می‌آید و به رشد مغز کمک می‌کند، نظریه‌ای را مطرح کرد. او معتقد بود که برخی از مشکلات شنوایی در دوران حاملگی شروع می‌شود، طوری‌که جنین به‌طور مناسبی به صدای مادر پاسخ نمی‌دهد. توماتیس اذهان کرد که کل بدن در تولید گفتار و زبان نقش دارد. او می‌گوید خواندن، حتی خواندن بدون صدا در واقع یک فعالیت مربوط به گوش است. او توصیه می‌کند که روزانه به مدت ۳۰ دقیقه متنی با صدای بلند هم توسط کودکان و هم توسط بزرگسالان خوانده شود. او معتقد است این روش نه تنها بهترین راه تحریک مغز است بلکه بهترین روش برای یادگیری نیز می‌باشد.
بحث بر انگیزترین روش توماتیس تلاش‌های برای تشخیص صدای مادر توسط کودکان مبتلا به اتیسم بود. گوش الکترونیکی که او طراحی کرده بود می‌توانست صدای مادر را همانگونه که در رحم شنیده می‌شود شبیه‌سازی کند و کم‌کم کودک را به سمت پاسخ دادن به صدای واقعی و بدون فیلتر مادر هدایت می‌کند. او گزارش کرده‌است که این روش معمولاً نتایج هیجان انگیزی به بار آورده و کودکان با شنیدن صدای مادر خود برای اولین بار اشک شوق می‌ریختند.
در بسیاری از اختلالت دیگر نیز او به این قضیه اشاره کرده‌است. توماتیس اعتقاد داشت که بسیاری از مشکلات اختلال یادگیری، دیسلکسی (جابه‌جا خواندن کلمات)، اسکیزوفرنی و افسردگی نتیجهٔ یک ضربهٔ روحی بازمانده از یک رابطه می‌باشد. او دریافت که درمان این موارد نیازمند مشارکت والدین و حتی پدر ومادر بزرگ‌ها می‌باشد.
او در شرح حال خود بیان می‌کند که در بسیاری از روش‌های پزشکی در فرانسه و کانادا، جایی که بعداً به آنجا رفت، بازنگری کرده‌است. ناگهان او از جامعهٔ پزشکی اورتودکس خارج می‌شود زیرا پی می‌برد که روش‌های او فرای هنجارهای شناختی پذیرفته شده هستند. او اسم روش خود را صوت- روانشناسی (به انگلیسی: audio-psycho-phonology)می‌گذارد.

## علم توماتیس
توماتیس در شرح حال خود می‌نویسد که به خاطر استفاده نکردن از همکاران علمی و همچنین فراهم نکردن شواهد آماری بیشتر برای تأیید کارهای خود در مقالات مختلف احساس تاسف می‌کند هر چند که بیان می‌کرد اندازه‌گیری مزایای روش او دشوار است.
به دلیل عدم وجود پایه‌های علمی و گستره وسیع بیماری‌هایی که او ادعا کرده‌است درمان می‌کند، نویسندگان فرانسوی همشیه روش صوت درمانی توماتیس را به عنوان یک طب جایگزین تلقی کردند که نباید ارتقا یابد.
نتایج تحقیقاتی که در سال ۲۰۰۸ منتشر شد بیان می‌کرد که هیچ گونه بهبود زبانی در کودکان مبتلا به اوتیسم که از این روش استفاده می‌کردند مشاهده نشد. در سال ۲۰۱۰، جان جریتسن یک آنالیز نمونه‌ای Corbet's در کودکان طیف اتیسم انجام داده و نتایج را منتشر کرد. جریتسن نشان داد که برای یک تحقیق مشخص، یک مطالعهٔ موردی مناسب‌ترین راه بررسی روش می‌باشد. آنالیز مطالعهٔ موردی او برای بررسی اثر روش توماتیس بر روی هر کدام از بیماران انجام شد. با در نظر گرفتن و حذف تفاوت‌های فردی گروه کودکان مبتلا به اتیسم، بهبود قابل ملاحظه‌ای مشاهده شده‌است که جریتسن بهبود ۶۰ درصدی در حوزه‌های زبان، مهارت‌های روزانه، تعملات اجتماعی و مهارت‌های حرکتی بیان می‌کند.
متا آنالیز تیم گیلمور، که چهار حوزهٔ کوچک روش توماتیس را پوشش می‌داد نشان داد که " تغییرات مثبت در همهٔ پنج زمینهٔ رفتاری آنالیز شده رخ داده است "
در سال ۲۰۱۳، لیندا ساکارین اثرات قابل توجهی را بعد از حدود ۳۰ ساعت استفاده از توماتیس در کودکان ۷ تا ۱۳ساله بیش فعال گزارش کرد. او برای اندازه‌گیری از روش‌های استاندارد بررسی عملکرد، مشاهده رفتار و الکتروفیزیولوژی مغزی استفاده کرد.
در برخی از سایت‌ها عنوان شده‌است که وزارت آموزش پروش لهستان روش توماتیس را در هزاران مدرسه با پشتیبانی مالی اتحادیهٔ اروپا اجرا کرد و مورد تأیید مؤسسهٔ گوش حلق بینی آن کشور نیز قرار گرفت. تحقیقات انجام شده در لهستان (۷۲ مدرسه و ۱۳۳۳ دانش آموز) نشان داد که روش توماتیس، مهارت‌های کلیدی لازم برای مدرسه را تقویت کرده‌است. (مهارت ای یادگیری، اجتماعی، موسیقایی و زبانی)

## اثر توماتیس
توماتیس روش خود را با هدف مناسب‌سازی برای اختلالات مختلف از جمله بد شنوایی (به انگلیسی: (CAPD))، دیسلکسی، اختلال یادگیری، اختلال نقص توجه، اتیسم، پردازش حسی و مشکلات حرکتی توسعه داد. او همچنین ادعا کرد این روش می‌تواند به بزرگسالان در مبارزه با افسردگی، یادگیری سریع تر زبان‌های خارجی، توسعهٔ مهارت‌های ارتباطی و افزایش خلاقیت همراه با عملکرد کاری بهتر کمک کند. او همچنین ادعا کرده‌است که این روش برای برخی از موسیقی دان‌ها، خواننده‌ها و بازیگران بسیار کمک‌کننده بوده و بیان کرده‌اند که به آن‌ها در تنظیم دقیق مهارت‌های تونال و هارمونیک کمک کرده‌است.
روش توماتیس از آهنگ‌های موزارت و چانت به همراه صدای مادر بیمار استفاده می‌کند. استفاده توماتیس از موزارت نباید با اثر موزارت (به انگلیسی: Mozart Effect) که توسط دون کمپبل نویسنده و موسیقی دان آمریکایی مطرح شد، اشتباه گرفته شود. هر چند روش توماتیس دقیقاً این ادعا را که گوش کردن به موزارت هوش را افزایش می‌دهد، مطرح نکرده است.
توماتیس ۱۴ کتاب و بیش از ۲۰۰۰ مقاله نوشته است. کتاب‌های Ear and language, The conscious ear و The voice او به انگلیسی نیز ترجمه شده‌است.